# 徳島県道252号大谷脇町線
徳島県道252号 大谷脇町線（とくしまけんどう252ごう おおたにわきまちせん）は、徳島県美馬市を通る一般県道である。

## 概要
美馬市脇町から美馬市脇町大字脇町に至る。起点から大谷川まで下る区間は1.5車線ではあるが整備され（起点付近は広域農道として整備された区間）、勾配はあるものの、大変に走りにくい、というわけではない。大谷川に沿って下る区間は、見通しが悪く、幅員の狭小な区間が続く。徳島自動車道が見えるようになると終点までよく整備された2車線道路となる。

### 路線データ
- 起点：徳島県美馬市脇町（徳島県道・香川県道106号穴吹塩江線交点）
- 終点：徳島県美馬市脇町大字脇町（徳島県道251号脇町曽江線交点）
- 総延長：8.911 km[1]

## 歴史
- 1923年（大正12年）4月1日 - 徳島県道大谷脇町線として認定。
- 1959年（昭和34年）1月31日 - 徳島県道109号大谷脇町線として再認定
- 1972年（昭和47年）3月10日 - 徳島県道252号大谷脇町線として再認定

## 地理

### 通過する自治体
- 徳島県
  - 美馬市

### 交差する道路
| 交差する道路                      | 交差する場所 | 交差する場所 |
| --------------------------------- | ------------ | ------------ |
| 徳島県道・香川県道106号穴吹塩江線 | 脇町         | 起点         |
| 徳島県道251号脇町曽江線           | 脇町大字脇町 | 終点         |

### 沿線
- 美馬市立脇町小学校
- 徳島県立脇町高等学校